# Gilead Sciences
Gilead Sciences, Inc. är ett amerikanskt multinationellt läkemedelsbolag som utvecklar och tillverkar antivirala läkemedel som används vid behandlingar av bland annat cancer, hepatit B, hepatit C, HIV, inflammationer, influensa och leversjukdomar. De har verksamheter i fler än 35 länder på samtliga sex kontinenter världen över.

## Historik
Företaget grundades i juni 1987 av Dr. Michael L. Riordan med stöd från professorerna Peter Dervan (California Institute of Technology) och Doug Melton (Harvard University) samt Dr. Harold M. Weintraub (Fred Hutchinson Cancer Research Center). I januari 1997 blev Donald Rumsfeld utsedd till att vara styrelseordförande för Gilead, en position han hade fram till januari 2001 när han blev utnämnd som USA:s försvarsminister åt USA:s 43:e president George W. Bush.

## Produkter

### Remdesivir
Läkemedlet Remdesivir utvecklades av Gilead Sciences under ledning av Tomáš Cihlář inom Gileads forskningsprogram för behandling av Ebolafeber och Marburgvirusinfektioner. Det upptäcktes senare att remdesivir var verksamt mot multipla filovirus, pneumovirus, paramyxovirus och coronavirus.
Vissa tidiga studier på remdesevir under 2020 har varit positiva, medan kontrollstudier avbrutits bland annat på grund av negativa sidoeffekter. Remdesivir kvarstår dock per månadskiftet april/maj 2020 som ett av fyra hittills (maj 2020) av WHO identifierade möjliga verksamma läkemedel för behandling av Covid-19,